# Tvärstrimmig fruktätare
Tvärstrimmig fruktätare (Pipreola arcuata) är en fågel i familjen kotingor inom ordningen tättingar.

## Utseende och läte
Tvärstrimmig fruktätare är en knubbig och kortstjärtad fågel med platt huvud och en fjäderdräkt i svart och grönt. Hanen har svart huvud och bröst samt mossgrön ovansida med tydliga ljusa fläckar på vingen. Buken är ljusgul med kraftig mörk tvärbandning. Honan liknar hanen men huvudet är grönt och tvärbandningen sträcker sig ända upp till strupen. På båda könen syns röd näbb och röda ben samt en ljus ögonring som varierar från orange till grått till vitaktigt. Lätena är mycket ljusa.

## Utbredning och systematik
Tvärstrimmig fruktätare delas in i två underarter med följande utbredning:
- Pipreola arcuata arcuata – förekommer i Anderna i Colombia, västra Venezuela, Ecuador, norra Peru och västra Bolivia
- Pipreola arcuata viridicauda – förekommer i Anderna i centrala Peru (Junín) till västra Bolivia

## Levnadssätt
Tvärstrimmig fruktätare hittas i lågväxta skogar i Andernas övre subtropiska och tempererade zon. Den är trög i rörelserna och kan sitta tystlåten i skogens mellersta skikt under långa perioder. Ibland slår den följe med kringvandrande artblandade flockar. Fågeln ses vanligen enstaka eller i par, men kan samlas i större antal kring fruktbärande träd.

## Status och hot
Arten har ett stort utbredningsområde, men tros minska i antal, dock inte tillräckligt kraftigt för att den ska betraktas som hotad. Internationella naturvårdsunionen IUCN listar arten som livskraftig (LC).